# Zeloci
Zeloci (gr. ζηλωται zelotai; hebr. ‏קנאים‎ kannaim – gorliwi) – żydowskie ugrupowanie polityczno-religijne w rzymskiej Palestynie. Stawiali sobie za cel walkę z Rzymianami oraz tymi Żydami, którzy kolaborowali z okupantem. Stronnictwo uformowało się w północnej Galilei. Na jego czele stał Ezechiasz i jego synowie. Byli zdania, że poddanie się niewoli oznacza zaparcie się Boga — jedynego Pana. Wierzyli również, że przez walkę przyspieszą przyjście Mesjasza.
Pierwszy raz wystąpili w roku 6 pod przywództwem Judy Galilejczyka przeciw rzymskiemu spisowi ludności przeprowadzanemu przez Kwiryniusza, który stłumił to powstanie. Z czasem wyodrębnili się z nich jeszcze bardziej fanatyczni sykariusze. Oba ugrupowania odegrały wiodącą rolę w powstaniu w latach 66–73.
Zelota stał się w języku polskim rzeczownikiem pospolitym oznaczającym ogólnie fanatyka, osobę nadgorliwą, zaślepioną ideologicznie.